# ちっぽけな勇気
「ちっぽけな勇気」（ちっぽけなゆうき）は、日本のJ-POPグループFUNKY MONKEY BABYSの5枚目のシングルである。

## 概要
- 前作「Lovin' Life」以来4か月ぶりとなるシングル。
- オリコンのチャートで8位にランクインし、自己最高位を更新した（それまでは10位）。
- PVに脇知弘が出演しており、ジャケットの写真にも出ている。
- CD EXTRAとして、「ちっぽけな勇気」のPVが収録されている。
- 2007年の琉球朝日放送の速報!めざせ甲子園、ならびに秋田朝日放送の夢球場2007のイメージソングだった。

## 収録曲
全曲　作詞・作曲：FUNKY MONKEY BABYS、編曲：Soundbreakers
1. ちっぽけな勇気
日本テレビ系「音楽戦士 MUSIC FIGHTER」5月度オープニングテーマ
映画「ぼくたちと駐在さんの700日戦争」挿入曲
2. My Home
3. ちっぽけな勇気（instrumental）
4. My Home（instrumental）